# Samba (Togo)
Samba est une petite ville du Togo située dans la Préfecture de Bassar, dans la région de la Kara

## Géographie
Samba est situé à environ 76 km de Bassar

## Démographie
La population est formée majoritairement par l'ethnie Moba.